# 샤오위안역
샤오위안역(중국어: 小园站)은 중국 베이징시 먼터우거우구 융딩 지구 샤오위안 마을의 륭린로·쯔진로 교차로 동측에 위치한 베이징 지하철 S1선의 지하철역이다. 2017년 12월 30일 본 노선 개통 및 사용을 개시했다.

## 역 구조
이 역은 구조물 길이 101.9m, 폭 22.3m, 높이 22.5m, 총 건축 면적 6046.3㎡의 고가 3층 역사이다.

### 층별 구조
| 지상 3층 승강장 층 | 상대식 승강장, 오른쪽 출입문이 열림 | 상대식 승강장, 오른쪽 출입문이 열림 |
| 지상 3층 승강장 층 | ←                                   | ■ S1선 스창 방면 (시·종착역)        |
| 지상 3층 승강장 층 | →                                   | ■ S1선 핑궈위안 방면 (리위안좡)     |
| 지상 3층 승강장 층 | 상대식 승강장, 오른쪽 출입문이 열림 |                                     |
| 지상 2층 대합실    | 대합실                              | 고객센터, 자동 발권기, 출입 게이트  |
| 지면층             | 출입구                              | A－B출입구                          |

### 대합실
이 역의 대합실은 지상 2층에 위치하며, 승강장으로 이어지는 직선 계단은 대합실 동쪽 끝에 위치한다.

### 승강장
이 역은 상대식 승강장이 2개 있으며, 모든 승강장에는 반밀폐형 스크린도어가 설치되어 있다.

## 출구
이 역은 A(남쪽), B(북쪽)의 2개 출입구가 있다.
|                         |                     |                                                                       |  |  |  |
| 출구                    | 지시                | 출구 인근                                                             |  |  |  |
| 出口 · A                | 룽린로(龙林路) 동측 | 쯔진로(紫金路) 북측（北侧), 징시쯔진신위안 커뮤니티(京西紫金新园小区) |  |  |  |
| 出口 · B                | 룽린로(龙林路) 동측 | 쯔진로(紫金路) 북측, 징시쯔진신위안 커뮤니티(京西紫金新园小区)        |  |  |  |
| 아이콘 설명: 엘리베이터 |                     |                                                                       |  |  |  |